# Signing Off
Albums de UB40
Present Arms
(1981)
Signing Off est le premier album du groupe UB40, sorti en 1980.

## L'album
L'album connaît un très grand succès en Grande-Bretagne et est resté pendant plus d'une année en tête du hit-parade. Le magazine Q le classe à la 83e place de son classement des 100 plus grands albums britanniques de tous les temps. Il fait partie de l'ouvrage de référence Les 1001 albums qu'il faut avoir écoutés dans sa vie. 

### Titres
Tous les titres sont crédités au nom du groupe, sauf mentions
1. Tyler (5:51)
2. King (4:35)
3. 12 Bar (4:24)
4. Burden of Shame (6:29)
5. Adella (3:28)
6. I Think It's Going to Rain Today (Randy Newman) (3:41)
7. 25% (3:31)
8. Food for Thought (4:10)
9. Little by Little (3:44)
10. Signing Off (4:25)
11. Madam Medusa (12:53)
12. Strange Fruit (Lewis Allan) (4:05)
13. Reefer Madness (5:08)

### Musiciens
- Ali Campbell : voix, guitare rytmique
- Robin Campbell : guitare électrique, voix
- Astro : voix
- Jim Brown : batterie
- Earl Falconer : basse
- Norman Lamont Hassan : percussions, congas
- Brian Travers : saxophone tenor, melodica
- Michael Virtue : claviers, strings, orgue